# Mordella obliqua
Mordella obliqua är en skalbaggsart som beskrevs av Leconte 1878. Mordella obliqua ingår i släktet Mordella och familjen tornbaggar. Inga underarter finns listade i Catalogue of Life.